# Alain Philippson
Alain baron Philippson (1939) is een Belgisch voormalig bankier en bestuurder. Hij was voorzitter van het directiecomité en de raad van bestuur van Bank Degroof en diens opvolger Bank Degroof Petercam.

## Levensloop
Alain Philippson is een achterkleinzoon van Franz Philippson, oprichter van Bank Degroof. Hij behaalde het diploma van handelsingenieur aan de Solvay Business School van de Université libre de Bruxelles. In 1972 ging hij aan de slag bij Bank Degroof, waarvan zijn familie een van de grootste private aandeelhouders was. Hij bekleedde er verschillende uitvoerende functies en beëindigde er zijn carrière als voorzitter van de raad van bestuur, een functie die hij ook na de fusie van Bank Degroof met beurshuis Petercam tot Bank Degroof Petercam in 2015 behield. In januari 2018 volgde Ludwig Criel hem in deze hoedanigheid op. Philippson bleef bestuurder van de vermogensbeheerder tot december 2019.
Hij was tevens bestuurder van bouwgroep CFE en auto-importeur D'Ieteren. In 2006 richtte hij de Fondation Marie et Alain Philippson ter stimulering van duurzame menselijke ontwikkeling in Centraal- en West- Afrika op. Tevens is hij sinds 1993 voorzitter van CEJI - A Jewish Contribution to an Inclusive Europe. Ook was hij bestuurder van de Fondation Philippe Wiener - Maurice Anspach van de ULB.
In 2000 werd Philippson in de erfelijke adel met de persoonlijke titel baron opgenomen. In 2013 werd deze titel uitgebreid op al zijn afstammelingen, met verdere overdracht langs de mannelijke afstammelingen.